# Edmund Wojnowski
Edmund Franciszek Wojnowski (ur. 2 kwietnia 1932 w Sierakowicach, zm. 11 marca 2018 w Olsztynie) – polski polityk, poseł na Sejm PRL VIII kadencji.

## Życiorys
Syn Franciszka i Gertrudy. Mąż Teresy Wojnowskiej. Po wojnie, po powrocie ojca w 1947 roku z obozu jenieckiego w Szawlach na Litwie (ze względu na fakt, że był Kaszubem), rodzina przeniosła się do Braniewa na Warmii. Tam Edmund podjął naukę w Liceum Ogólnokształcącym. W 1948 roku został w braniewskim liceum przewodniczącym szkolnego koła Związku Młodzieży Polskiej i w takim już właśnie politycznym garniturze zdawał w braniewskim liceum egzamin maturalny w 1951 roku. Po maturze ukończył krótki kurs nauczycielski, który umożliwił mu szybki awans zawodowy na kierownika referatu kadr w wydziale oświaty prezydium PRN w Braniewie. Jednocześnie, w ukończonym liceum od 1952 roku prowadził nowe harcerstwo (wzorowane na radzieckich pionierach), gdyż w lutym 1949 hufiec ZHP w Braniewie został rozwiązany. W 1953 rozpoczął studia historyczne na Wyższej Szkołę Pedagogicznej w Gdańsku. Dzięki rekomendacji z ZMP w Braniewie, od razu został przewodniczącym Komitetu Uczelnianego ZSP i członkiem egzekutywy uczelnianej PZPR.
Od 1951 pracował w placówkach oświatowych. W 1957 uzyskał tytuł magistra historii w Wyższej Szkole Pedagogicznej w Gdańsku, a 10 lat później tytuł doktora nauk humanistycznych w Instytucie Historii Polskiej Akademii Nauk. W 1964 podjął pracę w Ośrodku Badań Naukowych im. Wojciecha Kętrzyńskiego w Olsztynie. Do 1968 kierował tam powołaną przez siebie pracownią badań nad współczesnością Warmii i Mazur. Od 1968 do 1972 pełnił funkcję dyrektora Instytutu Nauk Społeczno-Politycznych Akademii Rolniczo-Technicznej w Olsztynie. Od listopada 1983 do maja 1990 był dyrektorem OBN.
Pochowany na cmentarzu komunalnym w Olsztynie.

### Działalność polityczna
Od 1947 działał w organizacjach młodzieżowych w powiecie braniewskim. W czerwcu 1958 roku został mianowany sekretarzem Komitetu Powiatowego PZPR w Braniewie. W 1959 pełnił funkcję I sekretarza Komitetu Wojewódzkiego Związku Młodzieży Socjalistycznej w Olsztynie, zasiadał też w Komitecie Centralnym ZMS. Pełnił także wysokie funkcje w olsztyńskich strukturach Polskiej Zjednoczonej Partii Robotniczej (do której należał od początku lat 50.), m.in. w Komitecie Wojewódzkim (od 21 grudnia 1977 do 23 stycznia 1981 był jego I sekretarzem). W latach 1978–1980 przewodniczył też prezydium Wojewódzkiej Rady Narodowej. Był też zastępcą członka Komitetu Centralnego PZPR. W latach 70. przewodniczył Zarządowi Wojewódzkiemu Towarzystwa Przyjaźni Polsko-Radzieckiej w Olsztynie. Od 1978 do 1980 był przewodniczącym tamtejszej Wojewódzkiej Rady Narodowej. W latach 1980–1985 pełnił mandat posła na Sejm PRL VIII kadencji w okręgu Olsztyn. Zasiadał w Komisji Spraw Zagranicznych oraz w Komisji Kultury. W latach 1986–1989 był członkiem Ogólnopolskiego Komitetu Grunwaldzkiego.

## Publikacje
- Warmia i Mazury w latach 1945–1947. Życie polityczne. Pojezierze, Olsztyn 1970.
- Warmia i Mazury w Polsce Ludowej. Praca zbiorowa. Ośrodek Badań Naukowych im. Wojciecha Kętrzyńskiego w Olsztynie, Olsztyn 1985.
- Obwód Kaliningradzki Federacji Rosyjskiej. Od obszaru zamkniętego ku regionowi współpracy (1946–2006). Ośrodek Badań Naukowych im. Wojciecha Kętrzyńskiego, Olsztyn 2006, ISBN 978-83-87643-84-3.